# Glenognatha gloriae
Glenognatha gloriae là một loài nhện trong họ Tetragnathidae.
Loài này thuộc chi Glenognatha. Glenognatha gloriae được miêu tả năm 1930 bởi Petrunkevitch.